# 981
| Calendário gregoriano                                                        | 981 CMLXXXI                                           |
| Ab urbe condita                                                              | 1734                                                  |
| Calendário arménio                                                           | 430 – 431                                             |
| Calendário bahá'í                                                            | -863 – -862                                           |
| Calendário budista                                                           | 1525                                                  |
| Calendário chinês                                                            | 3677 – 3678 Início a 8 de fevereiro (aproximadamente) |
| Calendário copta                                                             | 697 – 698                                             |
| Calendário etíope                                                            | 973 – 974                                             |
| Calendários hindus - Vikram Samvat - Calendário nacional indiano - Cáli Iuga | 1036 – 1037 902 – 903 4081 – 4082                     |
| Calendário Holoceno                                                          | 10981                                                 |
| Calendário islâmico                                                          | 370 – 371                                             |
| Calendário judaico                                                           | 4741 – 4742                                           |
| Calendário persa                                                             | 359 – 360                                             |
| Calendário rúnico                                                            | 1231                                                  |
| Calendário solar tailandês                                                   | 1524                                                  |

981  (CMLXXXI na numeração romana) foi um ano comum  do século X do Calendário Juliano, da Era de  Cristo, teve início a um sábado e terminou também a um sábado, a  sua letra dominical foi B  (52 semanas).
No  território que viria a ser o reino de  Portugal estava em vigor a Era de   César que já contava 1019 anos.
| Ano completo                   |
| ------------------------------ |
| Ano comum com início ao sábado |

## Eventos
- Início das campanhas de Almançor, conquistando Coimbra em 987 e Santiago de Compostela em 997.

## Nascimentos
- Bernardo I Rogério de Foix, conde de Foix.